# Machaerirhynchus
Machaerirhynchus (česky muchálek, toto jméno je však užíváno pro větší množství různých rodů) představuje nepočetný rod zpěvných ptáků, jenž zahrnuje pouze dva žijící druhy původem z australské oblasti. Muchálek člunozobý (Machaerirhynchus flaviventer; Gould, 1851) se vyskytuje v nížinatých oblastech Nové Guineje a severovýchodní Austrálie, muchálek černoštítý (Machaerirhynchus nigripectus; Schlegel, 1871) je endemitem horských oblastí na Nové Guineji.
Rod byl dlouhodobě veden v rámci čeledi lejskovcovití (Monarchidae), tento pohled však není podporován molekulární fylogenetikou. Muchálkové rodu Machaerirhynchus jsou řazeni do samostatné čeledi Machaerirhynchidae a pokládáni za zástupce nadčeledi Malaconotoidea, jež zahrnuje několik dalších čeledí korvidních zpěvných. Fylogenetická pozice v rámci Malaconotoidea zůstává sporná, rod může vystupovat i jako bazální linie.
Muchálkové rodu Machaerirhynchus představují menší zpěvné ptáky se žlutým opeřením, muchálek člunozobý dosahuje velikosti 11–12,5 cm a hmotnosti 9–10 g. Mohutnou hlavou, vodorovným držením těla a zvedáním ocasu nad úroveň zad mohou připomínat některé novosvětské tyranovité (Tyrannidae), podobnost je však výhradně důsledkem konvergentního vývoje. Domovinou muchálků jsou nížinné i horské deštné pralesy, stejně jako druhotné lesy a lesní okraje, o chování těchto pěvců je však známo jenom málo informací. Živí se hmyzem, který lapají přímo za letu, a staví si jednoduchá šálkovitá hnízda z rostlinných vláken a pavučin. Vykazují monogamii a samice snáší 2 nebo 3 vejce na snůšku, za inkubaci i krmení mláďat zodpovídají oba členové páru.